# Beautifully Broken (Album)
Beautifully Broken ist das zehnte Studioalbum des US-amerikanischen Sängers Jelly Roll. Das Album wurde am 11. Oktober 2024 über das Label BBR Music Group veröffentlicht und erreichte Platz eins der US-amerikanischen Albumcharts.

## Entstehung
Für das Album schrieb Jelly Roll zwischen 100 und 150 Lieder um herauszufinden, worum es auf dem Album geht. In den Liedern geht es um zahlreiche Geschichten, die ihm von seinen Fans erzählt wurden. Diese Lebensgeschichten bezeichnete er als sehr inspirierend. Insgesamt arbeitete er über 18 Monate an dem Album. Wie bereits beim Vorgängeralbum Whitsitt Chapel nutzte Jelly Roll die Hilfe von externen Songwritern wie Casey Brown, Ashley Gorley, Ben Johnson und Taylor Phillips. Produziert wurde das Album von Zach Crowell. Als Gastsänger sind der Rapper Machine Gun Kelly bei dem Lied Time of Day, Wiz Khalifa bei dem Lied Higher Than Heaven und die Singer-Songwriterin Ilsey bei dem Lied When the Drugs Don’t Work zu hören. Bei dem Lied Time of Day ist zusätzlich der Sänger Yelawolf im Hintergrund zu hören. Für das Lied Liar wurde ein Musikvideo veröffentlicht.
Als erste Single wurde am 12. Juni 2024 das Lied I Am Not OK ausgekoppelt. Die Premiere hatte das Lied bereits am 21. Mai 2024 beim Staffelfinale der Castingshow The Voice USA. Die zweite Single Liar erschien dann am 2. August 2024. Jelly Roll stellte das Lied erstmals am 16. Mai 2024 live bei den Academy of Country Music Awards vor. Am 23. August 2024 folgte dann die dritte Single Get By. Der TV-Sender ESPN nutzt die Single als Hymne für die Übertragungen der College-Football-Saison 2024/25. Gleichzeitig wurde das Album angekündigt. Am 28. September 2024 trat Jelly Roll in der TV-Sendung Saturday Night Live auf und spielte die Lieder Liar und Winning Streak.
Das Albumcover zeigt einen weißen Schädel, der einige Risse aufweist und auf der linken Seite einige Tätowierungen enthält. Auf dem Kopf des Schädels befindet sich eine Krone, dessen Gold teilweise die Risse des Schädels füllt. Jelly Roll nutzte das Motiv auf seiner Tour, die nach dem Album benannt ist. Die Einnahmen aus den Vorbestellungen des Albums spendet Jelly Roll an Organisationen, die Menschen bei Problemen mit psychischer Gesundheit und Abhängigkeiten hilft. Die CD-Version des Albums enthält lediglich die ersten 14 Titel des Albums, während die digitalen Versionen alle 22 Titel enthalten. Noch am Erscheinungstag wurde eine Deluxe-Version mit dem Titel Pickin’ Up the Pieces veröffentlicht, die sechs weitere Titel enthält. Als Gastsänger sind Halsey, Keith Urban, Ernest, Russ und Skylar Grey zu hören. Darüber hinaus enthält die Deluxe-Version noch das Lied Lonely Road mit Machine Gun Kelly.

## Hintergrund
Über den Albumtitel erklärte Jelly Roll, dass es sich bei Beautifully Broken um seine Erforschung der psychischen Gesundheit, der Abhängigkeit und der Entgiftung geht. Er habe ständig diese Gefühle gehabt, als er die Lieder für das Album schrieb.
Bei dem Lied Winning Streak nimmt Jelly Roll die Perspektive eines Alkoholabhängigen ein, der bei einem Treffen der Anonymen Alkoholiker den notwendigen Hinweis erhält, dass niemand durch diese Türen geht, der gerade eine „Siegesserie“ hat. Jelly Roll erklärte dazu, dass viele Menschen dies in ihrem Leben hören sollten, da jeder einen Verlust hinter sich habe. I Am Not OK handelt von den Schmerzen und Kämpfen, die Jelly Roll mit seiner psychischen Gesundheit hat. Er erzählt von schlaflosen Nächten, Stimmen in seinem Kopf, guten und schlechten Tagen und davon, wie oft er nicht das Bett verlassen wollte. Er möchte dem Hörer mitteilen, dass es okay ist, nicht okay zu sein. Im Refrain erkennt er an, dass es andere Menschen gibt, die sich in einer ähnlichen Situation befinden und ermutigt diese zur Hoffnung auf bessere Tage.
Das Lied Liar zeigt die verheerenden Auswirkungen der Sucht auf die psychische Gesundheit eines Menschen. Der Text beschreibt, wie es ist, die Versuchungen der Stimmen im Kopf zu spüren, die einen ermutigen, mit dem Missbrauch von Substanzen weiterzumachen. In dem Lied Everyone Bleeds geht es darum, dass jeder Mensch Schmerz, Ablehnung und Rückschläge erlebt, egal welchen sozialen Status diese Person innehat. Get By handelt von seinem harten und steinigen Weg vom Kleinkriminellen zum erfolgreichen Musiker. In Unpretty blickt Jelly Roll auf seine kriminelle Vergangenheit zurück. Er singt darüber, dass er „nie dachte, den Tag zu erleben, an dem er sich selbst vergibt“ und sagt, dass „er den Kerl hasst, der er mal war“. Auch wenn seine letzten Straftaten 15 bis 20 Jahre her sind hat er lange dafür gebraucht, um nicht mehr wie ein Krimineller zu denken.
Die Lieder Hey Mama und Woman sind Jelly Rolls Ehefrau Bunnie Xo gewidmet. Das erstere Lied beginnt mit einem Telefonat der beiden, bevor Jelly Roll davon singt, wie sehr er sie vermisst, wenn er auf Tournee ist. In Women erklärt er seine Abhängigkeit von ihr. Little Light ist an Menschen gerichtet, deren Leben durch Drogen oder Gefängnisaufenthalte entgleist ist. Hear Me Out erzählt die Geschichte eines Mannes, der mit dem Verlust seiner Mutter zu kämpfen hat und einer jungen Frau, die trotz zahlreicher Probleme versucht, ihre Kinder großzuziehen. My Cross handelt von der Hoffnung eines Vaters, dass seine eigenen Fehler, Bürden, Abhängigkeiten und Gewohnheiten nicht auf die ihm folgende Generation übertragen wird.

## Titelliste
| Reguläre Version 1. Winning Streak – 3:14 2. Burning – 2:51 3. Heart of Stone – 3:01 4. I Am Not OK – 3:18 5. When the Drugs Don’t Work (feat. Ilsey) – 3:23 6. Higher Than Heaven (feat. Wiz Khalifa) – 2:49 7. Liar – 3:24 8. Everyone Bleeds – 2:22 9. Get By – 2:40 10. Unpretty – 2:44 11. Grace – 2:51 12. What It Takes – 3:13 13. Hey Mama – 2:36 14. Time of Day (feat. Machine Gun Kelly) – 3:11 | Bonustitel der digitalen Version 1. Born Again – 2:36 2. Guilty – 2:52 3. Little Light – 3:00 4. Hear Me Out – 2:37 5. Woman – 3:19 6. Smile So Much – 3:14 7. My Cross – 2:12 8. What’s Wrong with Me – 3:08 | Bonustitel von Pickin’ Up the Pieces 1. Take a Bow (feat. Halsey) – 3:40 2. Don’t Want To (feat. Keith Urban) – 3:18 3. Devil Down (feat. Ernest) – 2:16 4. Really Gone (feat. Russ) – 3:05 5. Past Yesterdays (feat. Skylar Grey) – 3:13 6. Lonely Road (feat. Machine Gun Kelly) – 3:09 |

## Rezensionen
Talia M. Wilson vom Onlinemagazin Riff Magazine bezeichnete Beautifully Broken als Jelly Rolls bisher stärkstes Album. Wenngleich es „zwei, drei Lieder zu lang“ wäre, wäre es schwer zu entscheiden, welche Lieder gestrichen werden sollten, da alle „eine starke Botschaft enthalten“. Jelly Roll „hebt weiterhin echte Themen hervor, während er traditionelle Musikgenres trotzt“. Stephen Green vom Onlinemagazin Countrytown schrieb, dass Jelly Roll mit dem Album ein Künstler auf seinem „Zenit“ wäre, der mit einer „simplen und notwendigen Botschaft zu einer Generation spricht, die im Jahre 2024 so wichtig ist wie Peace, Love & Harmony in den 1960er und Smells Like Teen Spirit in den 1990er Jahren war“. Green vergab 4,5 von fünf Punkten. Kritischer zeigte sich Holly Smith vom Onlinemagazin Holler, die das Album als „unangenehm zu hören“ und „überproduziert“ empfand, welches „eine aufrechte aber fade moralische Botschaft vermittelt“. Der Hörer sollte „nicht erwarten, dass er sich in den nächsten Jahren auch nur an den Namen eines Titel erinnern kann“, wofür Smith sechs von zehn Punkten vergab.

## Kommerzieller Erfolg

### Chartplatzierungen
Erstmals erreichte Jelly Roll Platz eins der US-amerikanischen Albumcharts. In der ersten Verkaufswoche wurden in den USA 161.000 albumäquivalente Einheiten abgesetzt, davon 114.000 als klassische Albumverkäufe. Erstmals konnte sich Jelly Roll in den britischen Albumcharts platzieren.
| ChartsChartplatzierungen               | Höchstplatzierung | Wochen |
| -------------------------------------- | ----------------- | ------ |
| Vereinigte Staaten (Billboard)         | 1 (… Wo.)         | …      |
| Vereinigte Staaten (Billboard Country) | 1 (… Wo.)         | …      |
| Vereinigtes Königreich (OCC)           | 41 (1 Wo.)        | 1      |

### Auszeichnungen für Musikverkäufe
| Land/Region               | Auszeichnungen für Musikverkäufe (Land/Region, Auszeichnung, Verkäufe) | Verkäufe  |
| ------------------------- | ---------------------------------------------------------------------- | --------- |
| Kanada (MC)               | Platin                                                                 | 80.000    |
| Vereinigte Staaten (RIAA) | Platin                                                                 | 1.000.000 |
| Insgesamt                 | 2× Platin ·                                                            | 1.080.000 |